# Alexander Dmitrijewitsch Kastalski

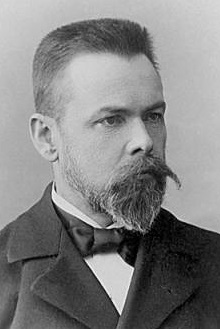
Alexander Dmitrijewitsch Kastalski

Alexander Dmitrijewitsch Kastalski (russisch Алекса́ндр Дми́триевич Каста́льский; * 16. Novemberjul. / 28. November 1856greg. in Moskau; † 17. Dezember 1926 ebenda) war ein russischer Komponist, Chorleiter, Folklorist und Musikwissenschaftler.

## Leben
Kastalski, Sohn des Erzpriesters Dmitri Iwanowitsch Kastalski (1820–1891), studierte am Moskauer Konservatorium Musiktheorie und Komposition bei Pjotr Iljitsch Tschaikowski und Sergei Iwanowitsch Tanejew. 1887 trat er als Dozent in die Moskauer Synodale Hochschule für Kirchengesang des Heiligen Synods ein, leitete 1907–1910 den Synodalchor und wurde 1910 Direktor der Hochschule. 1911 unternahm er zusammen mit Filipp Petrowitsch Stepanow eine Konzertreise nach Europa.
Kastalskis Wirkungsschwerpunkt war die geistliche Musik. Insbesondere eröffnete er der Musik der Russisch-Orthodoxen Kirche einen Weg für ihre Weiterentwicklung mit Verzicht auf die Regeln der Profanmusik. Zur Verdeutlichung der thematischen Entwicklung benutze er die altrussischen Notenzeichen. Die Synodalchorleiter Wassili Sergejewitsch Orlow, Nikolai Michailowitsch Danilin und Nikolai Semjonowitsch Golowanow brachten Kastalskis Chorgesänge zur Aufführung. Zu den Anhängern Kastalskis gehörten Pawel Grigorjewitsch Tschesnokow, Alexander Tichonowitsch Gretschaninow, Viktor Sergejewitsch Kalinnikow und Sergei Wassiljewitsch Rachmaninow.
Nach der Oktoberrevolution 1917 arbeitete Kastalski als Musikwissenschaftler, wobei er sich besonders den Harmonien des russischen Volksliedes widmete unter Benutzung der westeuropäischen Musiksprache mit Bezug auf die Tonalität. Die geschlossene Synodale Hochschule für Kirchengesang führte Kastalski 1918–1926 als Chor-Akademie des Volkes fort, die schließlich im Moskauer Konservatorium aufging.
1922 wurde Kastalski Professor am Moskauer Konservatorium.
Er schrieb Musik für das „heldenhafte sowjetische Wirken“, so die Hymne der Arbeit 1920, Lenin – am Sarge für Sprecher, Chor und Sinfonieorchester 1924 und Rotes Rus für Chor und Orchester mit Volksmusikinstrumenten.
Kastalskis Grab befindet sich auf dem Nowodewitschi-Friedhof, in dem auch seine Frau Natalija Lawrentjewna Kastalskaja (1861–1941) ruht.